# 그레이시아 폴리

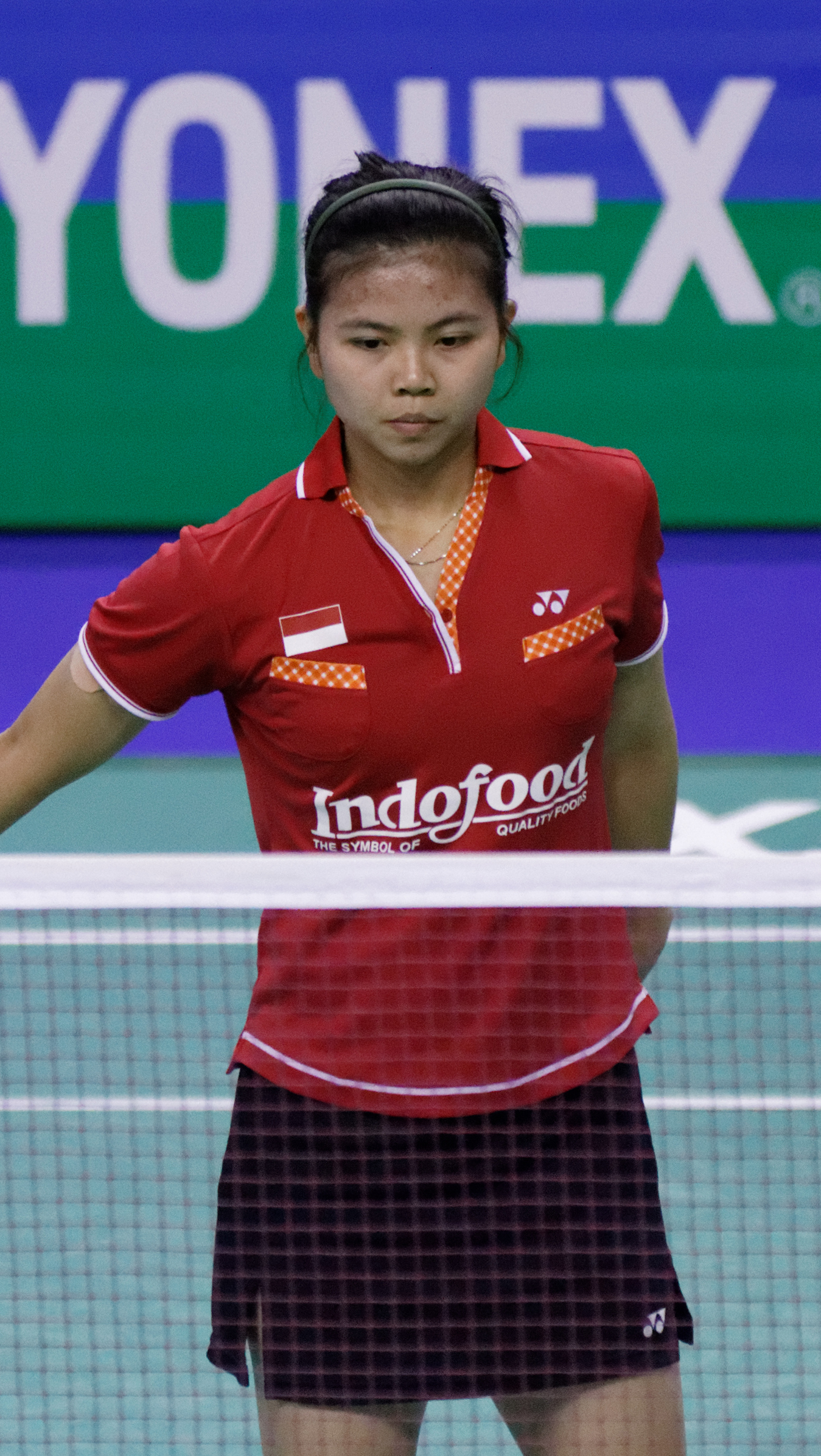

그레이시아 폴리(Greysia Polii, 인도네시아어 발음: [ˈgrɛjsi̯a poˈliʔi]; 1987년 8월 11일 ~ )는 복식을 전문으로 하는 인도네시아의 전 배드민턴 선수이다. 2014년 아시안 게임, 2019년 SEA 게임, 2020년 하계 올림픽 여자 복식에서 금메달을 획득했다. 그녀는 또한 2015년, 2018년, 2019년 세계 선수권 대회에서 3개의 동메달을 획득했다. 폴리는 2013년부터 2017년까지 그리고 2021년부터 2025년까지 BWF 위원회와 위원회에 선수들의 요구와 견해를 대표하는 BWF 선수 위원회의 위원이다.
자카르타의 자야 라야에서 경력을 시작한 그녀는 나중에 2003년에 국가 대표팀에 합류하도록 선발되었다. 폴리는 2012년, 2016년 및 2020년 하계 올림픽에서 그녀의 나라를 대표했다. 그녀는 또한 2007년 SEA 게임에서 인도네시아 여자 우승 팀에 등장했다. 그녀는 니티아 크리쉰다 마헤스와리(Nitya Krishinda Maheswari)와 함께 BWF 여자 복식 랭킹에서 세계 2위라는 통산 최고 기록을 세웠다.
폴리의 업적은 조 노비타(Jo Novita)와 짝을 이루어 그랑프리 타이틀, 2005년과 2007년 SEA 게임에서 은메달 2개, 2005 아시아 챔피언십에서 동메달을 획득하면서 시작되었다. 마헤스와리와 함께 그녀는 2개의 슈퍼시리즈 타이틀, 3개의 그랑프리 타이틀, 2014 아시안 게임 금메달, 2013 SEA 게임 은메달, 2015 세계 및 2016 아시아 선수권 대회 동메달을 획득했다. 그녀는 2017년 젊은 선수 아프리야니 라하유와 새로운 파트너십을 맺었다. 그녀는 라하유와 함께 2019년 SEA 게임에서 첫 여자 복식 금메달을 획득했고, 2020년 인도네시아 마스터스에서 국내 첫 타이틀을 획득했으며, 2020년 하계 올림픽에서 인도네시아 최초의 여자 복식 금메달을 획득했다.